# Curt Cüppers

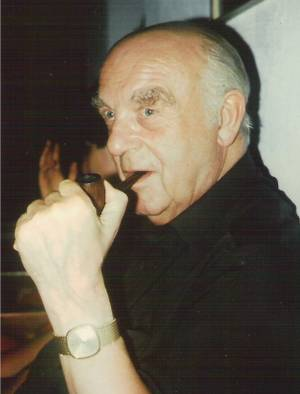
Curt Cüppers

Curt Cüppers (Konrad Wolfgang Cüppers, * 18. März 1910 in Köln; † 29. Dezember 1995 ebenda) war ein deutscher Augenarzt, zudem Facharzt für Neurologie und Psychiatrie. Sein Lebenswerk ist insbesondere geprägt von den wissenschaftlichen und klinischen Leistungen im Bereich der Schielheilkunde (Strabologie), mit welchen er zu Beginn der 1950er Jahre der damals noch jungen Fachdisziplin einen nationalen und internationalen Stellenwert verschaffte und selbst zu einer der größten Kapazitäten auf diesem Gebiet wurde. Zuvor führte ihn seine Studienzeit über Köln, Innsbruck und Freiburg im Breisgau nach Frankfurt am Main, wo er seine Ausbildung zum Augenarzt beendete. Von dort wechselte er 1951 an die Augenklinik Gießen und verhalf mit seiner Arbeit in den kommenden Jahren Klinik und Lehrstuhl zu einer weltweiten Reputation als „Mekka der Strabologie“. 1966 übernahm er den Lehrstuhl für Augenheilkunde des Universitätsklinikums Gießen und hatte ihn bis zu seiner Emeritierung 1976 inne.
Cüppers’ Schaffen beinhaltete darüber hinaus die Entwicklung einer ganzen Reihe neuartiger Untersuchungs- und Behandlungsgeräte, die Gründung der ersten deutschen Lehranstalt für Orthoptisten, die Einführung neuer Operationsverfahren bei Schielerkrankungen und Nystagmus sowie die Durchsetzung der sozialrechtlichen Anerkennung von Schielbehandlungen und Einführung systematischer Reihenuntersuchungen im Kindesalter zur Früherkennung der Amblyopie.
Nach seiner universitären Tätigkeit war Cüppers noch einige Jahre in seiner Praxis in Köln tätig.

## Leben
Cüppers studierte Medizin in Köln, Innsbruck und Freiburg. Er wurde 1935 in Köln promoviert und begann zunächst eine Facharztausbildung zum Neurologen und Psychiater. Sein Interesse galt alsbald jedoch zunehmend der Augenheilkunde. In den Jahren 1938/39 war er in Köln als Assistent des Augenarztes Karl vom Hofe tätig, bevor er zum Kriegsdienst einberufen wurde. Aus der Kriegsgefangenschaft zurückgekehrt, zog es Cüppers nach Frankfurt am Main, wo er zwischen 1949 und 1951 bei Rudolf Thiel seine augenheilkundlichen Weiterbildungen fortsetzte. Walter Rauh, Leiter der Augenklinik in Gießen, holte Cüppers im November 1951 schließlich als Oberarzt an sein Haus, wo er sich 1954 habilitierte. 1958 wurde er außerplanmäßiger Professor und 1963 auf den außerordentlichen Lehrstuhl für Orthoptik, Pleoptik und Motilitätsstörungen des Auges berufen, für welchen er als erster in Deutschland eine C4-Professur erhielt. Nach der Emeritierung Walter Rauhs übernahm Cüppers 1966 als Ordinarius für Augenheilkunde die Leitung der gesamten Augenklinik Gießen. 1976 wurde er emeritiert.
Cüppers war Mitglied des Katholischen Studentenvereins Nassovia im Kartellverband katholischer deutscher Studentenvereine.
Berufungen an die University School of Medicine, New York, sowie das Bascom Palmer Eye Institute, Miami/Florida, die er 1962 nach einer Vorlesungsreise durch die USA erhielt, lehnte Cüppers ab.

### Strabologie
Bei seinem Antritt in der Gießener Augenklinik arbeitete Cüppers an Themen der Pupillomotorik und Pupillendiagnostik, bevor er sich zunehmend den Problemen des Schielens und seiner Auswirkungen auf Binokularsehen und Sehschärfe widmete. Gleichzeitig begann er mit der Entwicklung neuartiger Geräte, bspw. des Synoptophors und Synoptometers, des Euthyskops und des Visuskops. Nachdem er grundlegende Arbeiten zur Pathophysiologie des Schielens sowie zur Diagnostik und Behandlung insbesondere der Amblyopie vorgelegt hatte, wurde 1954 in den Räumen der Gießener Augenklinik die erste Fortbildungsveranstaltung zum Thema Schielbehandlung mit 80 Teilnehmern durchgeführt. Mit den Jahren wuchsen nicht nur die Teilnehmerzahlen, sondern auch das Interesse an Hospitationen aus dem In- und Ausland. Cüppers legte damit einen Grundstein für die großen Fortschritte der Strabologie in Deutschland.
Im Laufe der Jahre entwickelte sich aus diesen Anfängen eine (Fort-)Bildungsstätte mit internationalem Ruf. Neue diagnostische und therapeutische Verfahren führten zu vermehrtem Bedarf an entsprechend ausgebildeten Spezialisten und auf Cüppers’ Initiative schließlich zur Gründung der ersten „Lehranstalt für Orthoptisten“ im Jahre 1954. In Zusammenarbeit mit der Deutschen ophthalmologischen Gesellschaft erarbeitete er entsprechende Ausbildungsinhalte und -richtlinien, die 1960 für die Bundesrepublik Deutschland in Kraft traten und 1967 in der „Staatlichen Schule für Orthoptistinnen“ mündeten.
Cüppers verfeinerte die damals gängigen Operationstechniken, insbesondere die der schrägen Vertikalmotoren (musculi obliqui). Zudem entwickelte er ein neues Verfahren zur Reduzierung großer konvergenter Nah-, sowie nystagmusbedingter schwankender Schielwinkel: die Fadenoperation, die ihm 1975 eine Auszeichnung mit dem renommierten von Graefe Preis zuteilwerden ließ.
Ein weiterer Meilenstein in Cüppers’ Lebenswerk war 1963 die Anerkennung von Schielerkrankungen und deren Auswirkungen als Krankheit im Sinne der Reichsversicherungsordnung (RVO) und somit eine Sicherstellung der Behandlungskostenübernahme durch die Krankenkassen. Insbesondere die Amblyopie und deren frühe Erkennung mittels umfangreicher Screenings und Vorschuluntersuchungen ist dabei hervorzuheben. Nicht zuletzt seinen beharrlichen Bemühungen ist es zu verdanken, dass die Schielschwachsichtigkeit die gesundheitspolitische Bedeutung erhalten hat, die für die Einführung entsprechender Reihenuntersuchungen und einer daraus resultierenden Früherkennung dringend erforderlich war. Insofern hat Cüppers das große Verdienst, auf die enorme Bedeutung der Amblyopie als Folge von Schielerkrankungen und anderer Ursachen hingewiesen und letztlich deren Behandlungskostenübernahme durch die Versicherer durchgesetzt zu haben.

## Auszeichnungen und Namensgeber
Für seine umfangreichen wissenschaftlichen und klinischen Leistungen erhielt Cüppers zahlreiche Ehrungen und Auszeichnungen. Untersuchungsgeräte und Operationsverfahren werden nach ihm benannt. Auszugsweise sind zu erwähnen:
- Ehrenmitglied des Instituto Barraquer, Barcelona, 1956
- Belgischer Staatspreis „Prix Leonard Simonon“, 1957
- Medaille der Medizinischen Fakultät der Universität Nancy, 1962
- Ehrendoktortitel der Universität Nancy I[9]
- Preisträger des von Graefe-Preises der DOG, 1975
- Ehrenmitglied des Berufsverband Orthoptik Deutschland, 1976
- Ehrenmitglied der Bielschowsky-Gesellschaft für Schielforschung und Neuroophthalmologie[10], 1987
- Ehrenphilister des KStV Nassovia Gießen

Seit dem Jahr 2000 verleiht der Berufsverband Orthoptik Deutschland (BOD) alle vier Jahre den Cüppers-Gedenkpreis.

## Veröffentlichungen
Cüppers veröffentlichte über 100 Werke und Arbeiten, unter anderem zusammen mit Fritz Hollwich 1961 ein frühes Standardwerk Schielen, das im Enke Verlag erschien.